# نیل کیلکنی
نیل کیلکنی (انگلیسی: Neil Kilkenny؛ زادهٔ ۱۹ دسامبر ۱۹۸۵) یک بازیکن فوتبال اهل استرالیا است. 
وی همچنین در تیم ملی فوتبال استرالیا بازی کرده است.